# 韓國基督教教會協議會
韓國基督敎敎會協議會（NCCK），或译作“韩国基督教教会协进会”，是一個泛基督教理事會，旨在體現韓國基督教的團結精神，並發起一場普世教會合一運動。它於1924年9月24日成立，為了建立長老會和衛理公會的宣教聯盟。韓國基督敎敎會協議會總共代表9個教派，包括8個新教和韓國正教會。2018年4月，在濟州四·三事件成立70週年之際，韓國基督敎敎會協議會正義與和平委員會和人權中心在韓國首爾濟州光化門廣場舉行了濟州正義與和解祈禱會。